# Dasyornis longirostris
Dasyornis longirostris е вид птица от семейство Dasyornithidae. Видът е застрашен от изчезване.

## Разпространение
Видът е разпространен в Австралия.